# Diana Ferrus
Diana Ferrus (née le 29 août 1953, à Worcester en Afrique du Sud) est une femme de lettres sud-africaine, poète et conteuse, d'origine mixte d'ascendants khoisan et d'esclaves. Son travail est publié en afrikaans et en anglais.

## Biographie
Diana Ferrus est née au sein d'une fratrie de six enfants. Elle est fille de Jacobus (Rex) et d'Ann Ferrus. Son père est un charpentier qui, pendant la Seconde Guerre mondiale, est capturé par les Allemands au siège de Tobrouk et emprisonné au Stalag VIII C. Elle fréquente l'école missionnaire néerlandaise réformée et est inscrite en 1972 à Esselenpark High School. En 1973, elle commence à étudier à l'université du Cap-Occidental au Cap, mais l'université ferme au milieu de l'année en raison de troubles politiques et, après la réouverture, elle est empêchée de poursuivre ses études en raison de difficultés financières.
Dans les années 1970, elle est impliquée dans le Group 44, une troupe de théâtre. À partir de 1988, elle reprend des études à temps partiel à l'université du Cap-Occidental, en sociologie et en psychologie industrielle jusqu'en 1993. En 1991, elle accepte un poste dans l'administration au Département de psychologie industrielle de cette université du Cap-Occidental. En 1997, elle se rend aux Pays-Bas pour prolonger ses études, jusqu'en 1999, avec un travail intitulé Swart Afrikaanse vroueskrywers – die vreugde en frustrasies van die skryfproses (Les Écrivains noirs africains - la joie et les frustrations du processus d'écriture). De retour en Afrique du Sud, elle mène des ateliers d'écriture dans la ville de Le Cap, tout en écrivant et en continuant à travailler à l'administration de l'université du Cap-Occidental.
Un des poèmes, A Poem for Sarah Bartman, est particulièrement connu. Comme l'indique son titre, il est consacré  à Sarah Baartman, une femme sud-africaine exhibée en Europe, au début du XIXe siècle, comme une curiosité, et à la restitution nécessaire de sa dépouille mortelle par la France. Elle écrit ce poème en 1998, alors qu'elle étudie à l'université d'Utrecht,. La popularité de ce poème a participé  au retour des restes de Sarah Bartmann en l'Afrique du Sud, rendu possible par une loi française spéciale de 2001, permettant de déroger au caractère inaliénable du patrimoine détenu par cet État,. Une traduction du poème de Diana Ferrus figure même dans la proposition de loi telle que soumise au parlement,.
Diana Ferrus est l'une des fondateurs et fondatrices de l'Afrikaans Skrywersvereniging (ASV ou Association des écrivains afrikaans), et des associations féminines Bush Poets, et  Women in Xchains. Elle a créé également une société d'édition appelée Diana Ferrus éditeurs.